# Harry McNish
Harry McNish, właśc. Henry McNish, pseudonim „Chippy” (ur. 11 września 1874 w Port Glasgow, zm. 24 września 1930 w Wellington) – szkocki stolarz i szkutnik, członek Imperialnej Wyprawy Transantarktycznej na Antarktydę w latach 1914–1917 pod kierownictwem Ernesta Shackletona (1874–1922), której celem było przemierzenie kontynentu drogą lądową. 
Odegrał kluczową rolę dla wyprawy – przystosował szalupę „James Caird” do prawie 1300-kilometrowego rejsu po pomoc z Elephant Island do Georgii Południowej, towarzysząc wraz z dwoma marynarzami Shackletonowi i Worsley’owi w przeprawie.  

## Życiorys
Harry McNish urodził się 11 września 1874 roku w Port Glasgow . Niewiele wiadomo o jego życiu przed wyprawą antarktyczną – był członkiem United Free Church of Scotland, dwukrotnym wdowcem i pracował jako szkutnik w marynarce handlowej .   
Został zrekrutowany jako stolarz (ang. carpenter) na statku „Endurance” Imperialnej Wyprawy Transantarktycznej na Antarktydę pod kierownictwem Ernesta Shackletona (1874–1922) . Na statek zabrał kotkę – Mrs Chippy – która cieszyła się ogromną popularnością wśród załogi, choć okazała się być kotem . 
„Endurance” został uwięziony w paku lodowym na Morzu Weddella zanim zdołał dotrzeć do celu. McNish zamontował wówczas m.in. osłonę przed wiatrem dla sternika, przeprojektował sypialnie załogi, a po uszkodzeniu statku przez napór lodu zbudował koferdam, aby zapobiec zalaniu statku . Przez całą antarktyczną zimę 1915 roku „Endurance” dryfował na północ, aż zaczął przeciekać i Shackleton wydał rozkaz jego opuszczenia. Załoga uratowała zapasy i sprzęt, i rozbito obóz na lodzie morskim w pobliżu wraku. McNish zaproponował zbudowanie nowego statku z drewna i gwoździ odzyskanych z wraku, ale Shackleton wolał wykorzystać trzy uratowane szalupy, ciągnąc je po lodzie na otwarte wody . McNish nie był zwolennikiem tego rozwiązania, co wyraził głośno – uważał, że ciągnięcie łodzi po twardym lodzie może je uszkodzić na tyle, że nie będzie można ich naprawić . Ponadto twierdził, że po opuszczeniu statku nie miał prawnego obowiązku wykonywania żadnych rozkazów i odmówił pomocy w holowaniu łodzi . 
Po interwencji Shackletona powrócił do swoich obowiązków, lecz Shackleton miał nigdy nie zapomnieć jego postawy i niesubordynacji . 
Plany przejścia przez kontynent zostały zarzucone, a Shackleton skupił się na uratowaniu załogi. Zaproponował przeprawę do Paulet Island, oddalonej o ponad 550 km, gdzie znajdowała się chata zbudowana przez Szwedzką Wyprawę Antarktyczną i zapasy zostawione przez misję ratunkową. Przed wyruszeniem w długi marsz Shackleton rozkazał zabicie najsłabszych zwierząt, szczeniąt i Mrs Chippy. Nie sprzyjało to poprawie relacji McNisha z Shackletonem . 
Marsz okazał się bardzo trudny i powolny z uwagi na ciągniecie trzech szalup ratunkowych na saniach po nierównym terenie wymagającym przebijania się przez lód. Shackleton zdecydował o rozbiciu obozu na solidnej krze i czekania do czasu, aż warunki będą bardziej sprzyjające i umożliwią przeprawę na północny zachód łodziami. „Endurance” ostatecznie zatonął 21 listopada 1915 roku. Pod koniec grudnia podjęto kolejną próbę marszu w stronę Paulet Island, którą jednak zarzucono i postanowiono poczekać, aż dryft północny przemieści wyprawę nad otwarte wody. Shackleton upatrywał możliwości ratunku w wydostaniu się na otwarte wody i dopłynięciu do wysp w archipelagu Szetlandów Południowych – Clarence Island lub Elephant Island. Wyprawa łodziami została wymuszona po tym jak 8 kwietnia pękła kra, na której obozowano. Po siedmiu dniach wylądowano w końcu na Cape Valentine na Elephant Island. Załoga była wycieńczona sztormem, zimnem, głodem i pragnieniem. 

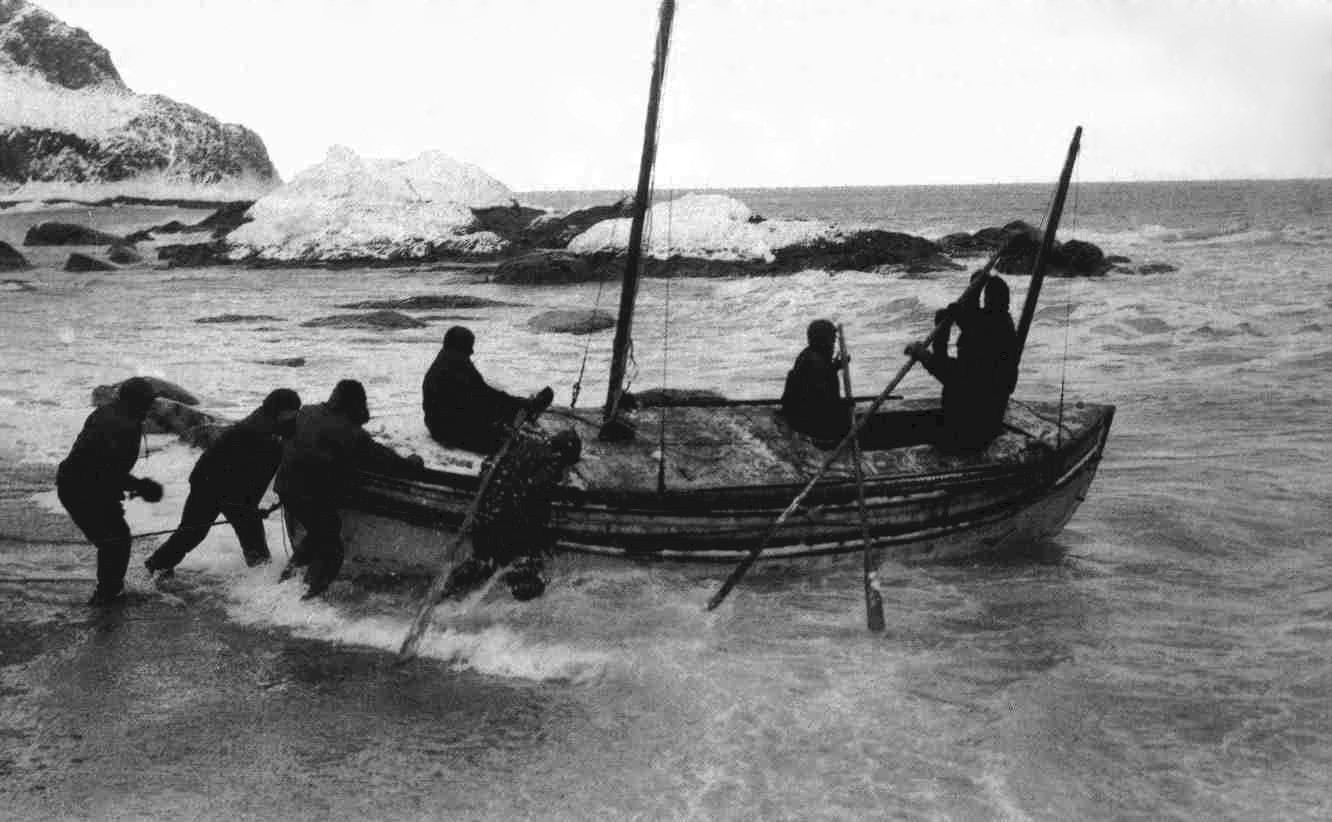
Wodowanie szalupy „James Caird” zmodyfikowanej przez McNisha w rejs do Georgii Południowej, 24 kwietnia 1916

Wobec zbliżającej się zimy, pogarszającego się stanu zdrowia załogi i niewielkich szans na odnalezienie, Shackleton zaczął planować misję ratunkową do Georgii Południowej oddalonej o ponad 1287 km. Do podróży przystosowano szalupę „James Caird”. McNish wykonał wszystkie prace w wysoce niesprzyjających warunkach atmosferycznych, m.in. wzmocnił ożebrowanie i stępkę oraz zbudował „kabinę” , która była konstrukcją z elementów sań i przykryw skrzyń, i z inicjatywy McNisha pokryta płótnem. Shackleton, choć początkowo nastawiony sceptycznie, przyznał później, że bez tego płóciennego pokrycia nie przeżyliby podróży.     
Na misję Shackleton dobrał pięciu innych uczestników wyprawy: Franka Worsley’a (1872–1943), Toma Creana (1877–1938), marynarzy Timothy’ego McCarthy’ego i Johna Vincenta, oraz McNisha. 

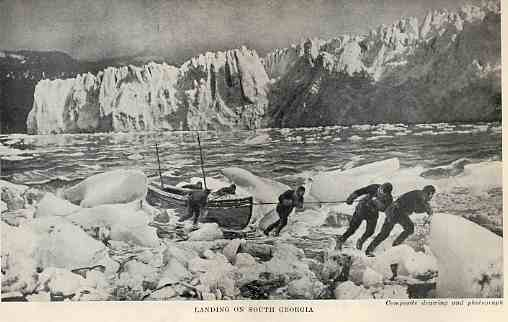
Lądowanie „James Caird” na Georgii Południowej, obraz najprawdopodobniej autorstwa George’a Marstona (1882–1940)

Do celu dotarli po 16 dniach dzięki umiejętnościom nawigacyjnym Worsley’a, po drodze walcząc z wichurami i uderzeniem fali wyjątkowej. Shackleton, Worsley i Crean przeprawili się przez górskie tereny wyspy do oddalonej o 35 km stacji wielorybniczej Stromness w ciągu 36 godzin. Vincent i McNish pozostali w miejscu lądowania czekając na ratunek, który nadszedł bezzwłocznie po tym jak Shackleton z towarzyszami dotarli do stacji wielorybniczej w północnej części wyspy. Pozostali członkowie wyprawy czekali na ratunek na Elephant Island przez cztery miesiące. 
Sukces wyprawy ratunkowej do Georgii Południowej w dużej mierze umożliwiły zdolności szkutnicze McNisha . Pomimo jego kluczowej roli, po powrocie do Wielkiej Brytanii Shackleton nie rekomendował go do Medalu Polarnego, co spotkało się z dezaprobatą pozostałych członków wyprawy .  

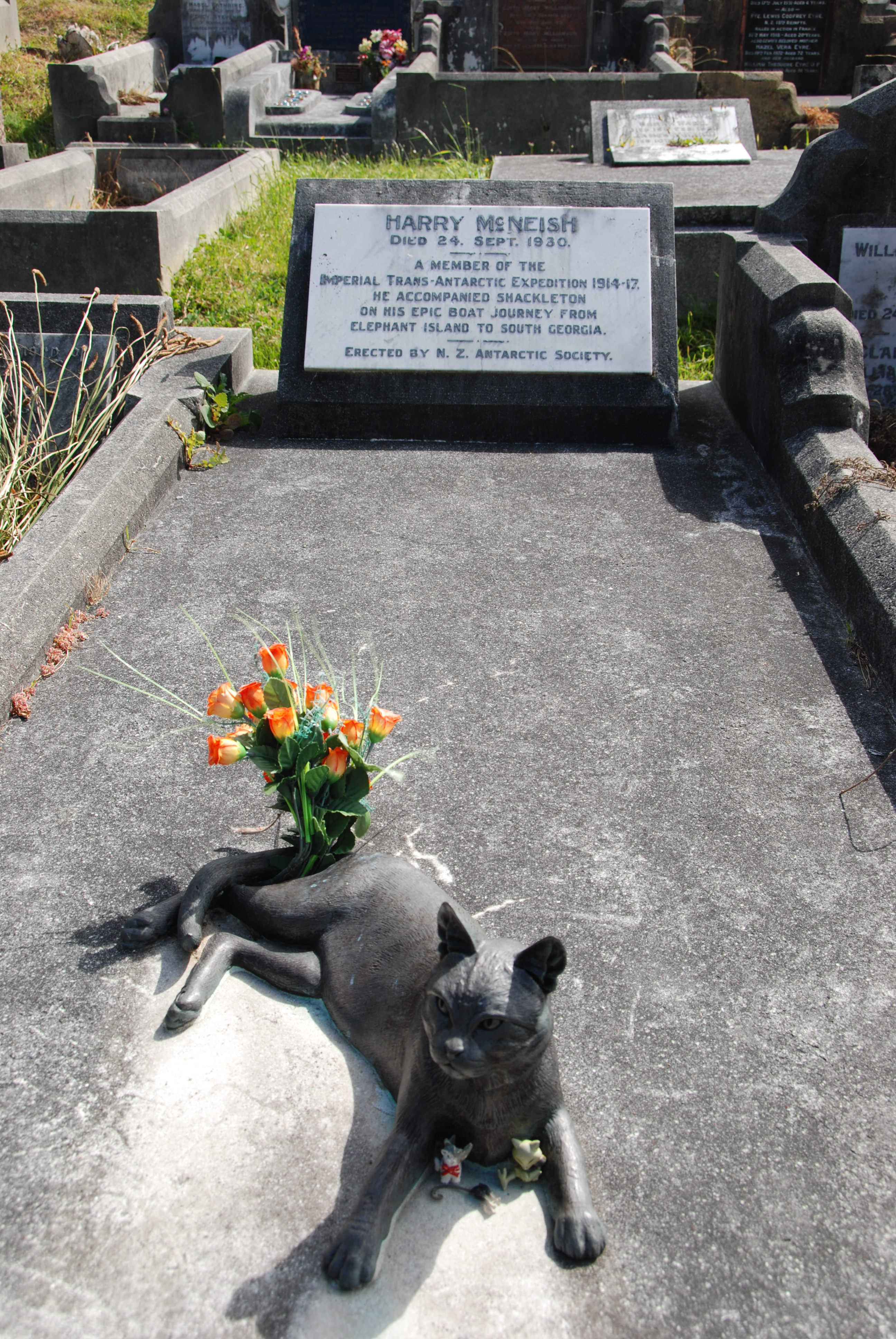
Nagrobek McNisha z posągiem Mrs Chippy (2010)

McNish już nigdy nie powrócił na Antarktydę. Początkowo pracował dla New Zealand Shipping Company, odbywając pięć rejsów do Nowej Zelandii, dokąd przeniósł się na stałe w 1925 roku i pracował w dokach Wellington . Po wypadku w pracy przeszedł na emeryturę; zubożały, spał w dokach, później przebywał w Ohiro Benevolent Home . 
Zmarł w Wellington 24 września 1930 roku i został pochowany z honorami na lokalnym cmentarzu Karori . „HMS Dunedin” przebywający wówczas w porcie oddelegował 8 marynarzy do niesienia trumny i 12 do oddania salw honorowych. Jego grób pozostawał nieoznaczony, i dopiero w 1959 roku staraniem New Zealand Antarctic Society wzniesiono nagrobek, a w 2004 roku ustawiono na nim naturalnej wielkości brązowy posąg kota Mrs Chippy .
Na cześć McNisha nazwano wyspę na wschodzie zatoki Cheapman Bay na południu Georgii Południowej – McNeish Island, którą w 1998 roku przemianowano na McNish Island, uwzględniając oryginalną pisownię nazwiska .
Oryginalny dziennik McNisha z wyprawy na Antarktydę przechowywany jest w nowozelandzkiej bibliotece narodowej.  